# Zuzana Bydžovská
Zuzana Bydžovská, née le 10 octobre 1961 à Most est une actrice tchèque.

## Biographie
Zuzana Bydžovská a joué dans plus de cinquante films depuis 1973.

## Filmographie partielle

### Cinéma
- 1973 : Přijela k nám pouť
- 1983 : L'Abeille millénaire
- 1997 : Buttoners (en)
- 2000 : Wild Flowers (en)
- 2005 : Wrong Side Up (en)
- 2007 : Gympl
- 2008 : Country Teacher
- 2011 : Lidice de Petr Nikolaev

### Télévision
- 1996 : Hospoda (en)
- 2008 : Comeback
- 2011 : Organised Crime Unit (en)

## Distinctions
| Année | Œuvre nommée                       | Récompense                                  | Catégorie                          | Résultat   |
| ----- | ---------------------------------- | ------------------------------------------- | ---------------------------------- | ---------- |
| 2008  | Gympl                              | Lion tchèque                                | - Meilleur rôle secondaire féminin | Lauréat    |
| 2008  | Country Teacher                    | Festival international du film de Stockholm | - Meilleure actrice                | Lauréat    |
| 2009  | Country Teacher                    | Lion tchèque                                | - Meilleure actrice                | Lauréat    |
| 2011  | Mamas & Papas                      | Lion tchèque                                | - Meilleure actrice                | Lauréat    |
| 2012  | Perfect Days - I ženy mají své dny | Lion tchèque                                | - Meilleur rôle secondaire féminin | Nomination |
| 2013  | Revival                            | Lion tchèque                                | - Meilleure actrice                | Nomination |

## Source de la traduction
- (en) Cet article est partiellement ou en totalité issu de l’article de Wikipédia en anglais intitulé « Zuzana Bydžovská » (voir la liste des auteurs).